# Antoñita Colomé
Antoñita Colomé (Sevilla, 18 de febrero de 1912-Madrid, 28 de agosto de 2005) fue una actriz, cantante y bailarina española.

## Biografía
Nació en el número 18 de la calle Pureza, en el popular barrio de Triana el 18 de febrero del año 1912, y estudió en el colegio de religiosas del Santo Ángel, en la calle San José, en Sevilla.
Fue considerada una de las grandes estrellas del cine español durante la época de la II República. Era la única hija de un sombrerero sevillano de ascendencia catalana, Ricardo Colomé Lasso de la Vega, que cantaba bien por soleá y por seguiriyas y era aficionado a los toros, y de Candelaria Ruiz, ama de casa. Se instaló en Madrid siendo aún muy joven junto a su madre ya viuda (quién le compró un piano), con intención de cantar con el maestro Simonetti. Su idea inicial era estudiar Farmacia, tras finalizar el bachillerato. En la capital se formó en canto, piano, baile clásico, claqué, y debutó en el Teatro Eslava.
Fue descubierta para el cine por los Estudios Paramount de Joinville (Francia), al igual que había sucedido con Imperio Argentina, realizando versiones españolas e interviniendo en coproducciones franco-americanas. Debutó en el cine en el año 1931, con Un caballero de frac, de Roger Capellani; en ese mismo año intervino en Las luces de Buenos Aires, junto a Carlos Gardel y en La pura verdad, de Florián Rey .
Entre su filmografía, a las órdenes entre otros de Edgar Neville, Benito Perojo o Florián Rey, pueden destacarse títulos como El hombre que se reía del amor (1933), Crisis mundial (1934), El negro que tenía el alma blanca (1934), El malvado Carabel (1935), El bailarín y el trabajador, La señorita de Trevélez (1936), La rueda de la vida (1942), Idilio en Mallorca (1943), Forja de almas (1943), El crimen de Pepe Conde (1946) o Tercio de quites (1951).
Su primer matrimonio a los quince años con el bailaor "Antonio de Triana" (Antonio García Mato) no fue consumado, además el padre de Antoñita la obligó a anular el matrimonio.
Posteriormente, se casó civilmente en París con el madrileño José Martín.
Su hija Eugenia Candelaria Martín Colomé le dio dos nietos, José Ignacio y María Eugenia Mur Martín.
Antoñita Colomé rechazó la oferta de un directivo de la Paramount para ir a Hollywood. 

"Me dijo, medio en francés, medio en español: "quiero hablar con usted para un contrato, un buen contrato para Hollywood". Me lo pensé. Porque me dio miedo. No de que me pasara algo, sino miedo porque veía esas escenas con los besos que daba Gary Cooper y yo que acababa de salir del colegio, educada por un padre ¡qué vaya castaña! y una madre de las de verdad... Le dije: "yo no, no puedo ir".

A lo largo de su trayectoria interpretó 32 películas.

## Canciones más populares
| - "Navidad sevillana" - "Magnolia" - "Bulería de las flores" - "Bulerías del Tato" - "Mu poca cosa pa mí" - "La de la Puerta Triana" - "La Niña de la Alameda" - "¡Ay que sí!, !ay que no¡" - "Con un pañuelito blanco" - "Qué te pasa, Frasquita" - "Mujercita del hogar" - "Olé mi torero" | - "Paca, la bomba" - "El torito de canela" - "¡Ay, serení!" - "Una mujer con ojeras" - "Pandereta garrotín" - "No me quieras" - "Como si fuera verdad" - "Horno de la Mata" - "El chaval" - "Cantaora" - "No me quieras" - "Madre María" |

## Filmografía
| - Las luces de Buenos Aires, 1931 - Un caballero de frac, 1931 - La pura verdad, 1931 - El último día de Pompeyo, 1932 - El hombre que se reía del amor, 1932 - Mercedes, 1933 - Alalá (Los nietos de los celtas), 1933 - El negro que tenía el alma blanca, 1934 - Crisis mundial, 1934 - Rataplán, 1935 - Una mujer en peligro, 1935 - El malvado Carabel, 1935 - Dale de betún, 1935 - La señorita de Trevélez, 1936 - El bailarín y el trabajador, 1936 - Héroe a la fuerza, 1941 | - Danza del fuego (La sévillane), 1942 - El frente de los suspiros, 1942 - Idilio en Mallorca, 1942 - La rueda de la vida, 1942 - Mi fantástica esposa, 1943 - La mentira de la gloria, 1943 - La gitana y el rey, 1945 - Forja de almas, 1946 - El crimen de Pepe Conde, 1946 - Póker de ases, 1947 - Revelación, 1947 - María Antonia “La Caramba”, 1951 - Tercio de quites, 1951 - La viuda andaluza, 1977 - Los alegres bribones, 1981 - Pasodoble, 1988 |